# Olskrokens Kinematograf
Olskrokens Kinematograf, biograf på Borgaregatan 20 i Göteborg, som öppnade 21 januari 1905 och stängde 30 november samma år. Ägare Anna C. Andersson.